# Katholieke Kerk in Ecuador

Ecuador

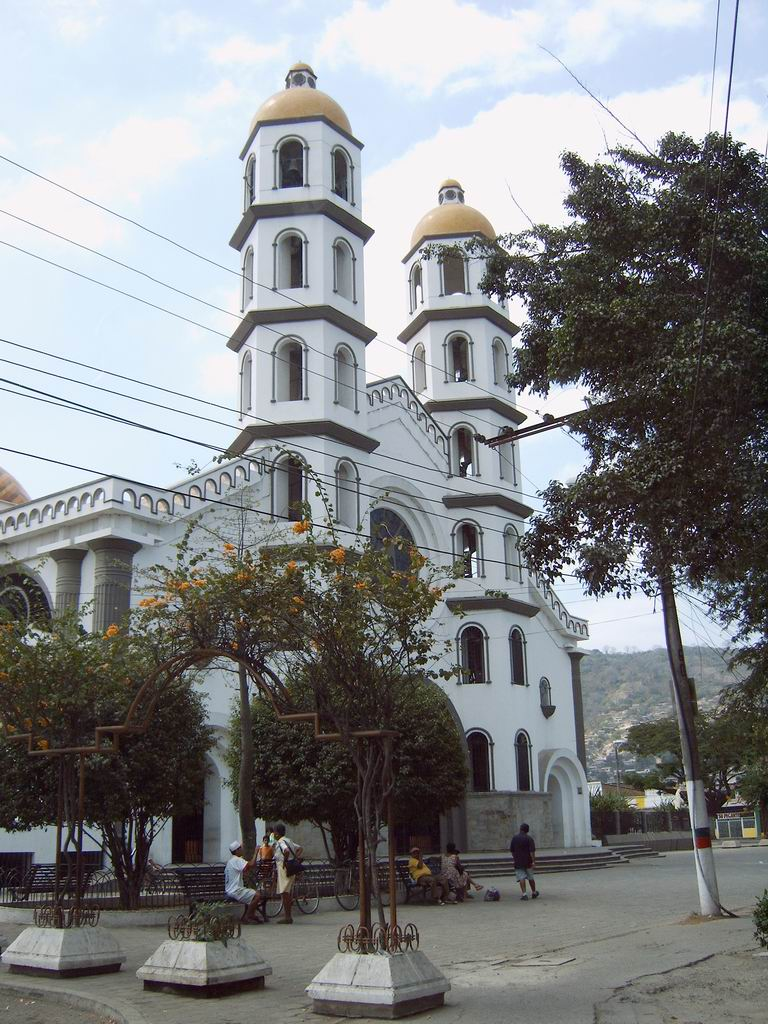
Kathedraal van Portoviejo

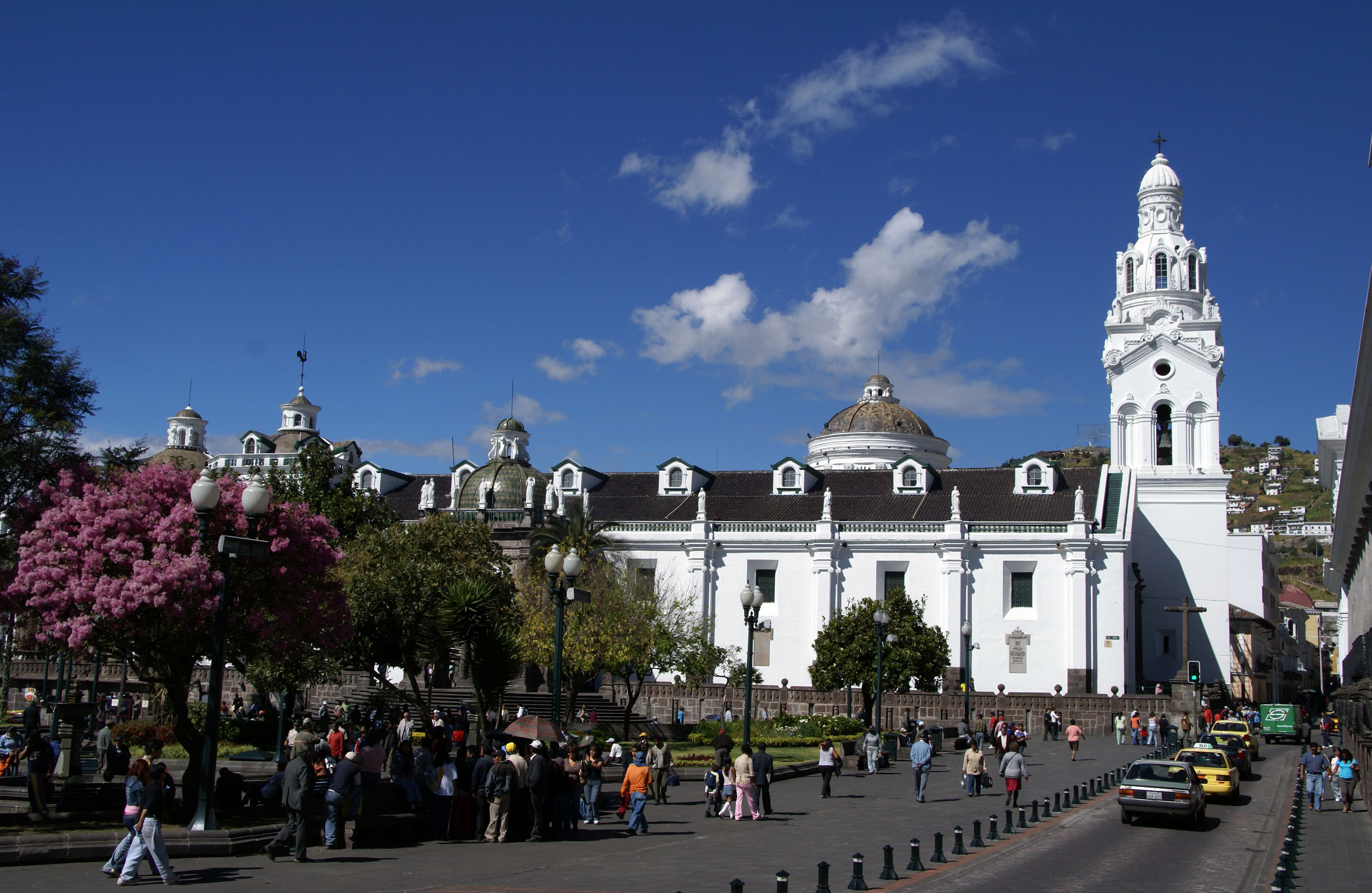
Kathedraal van Quito

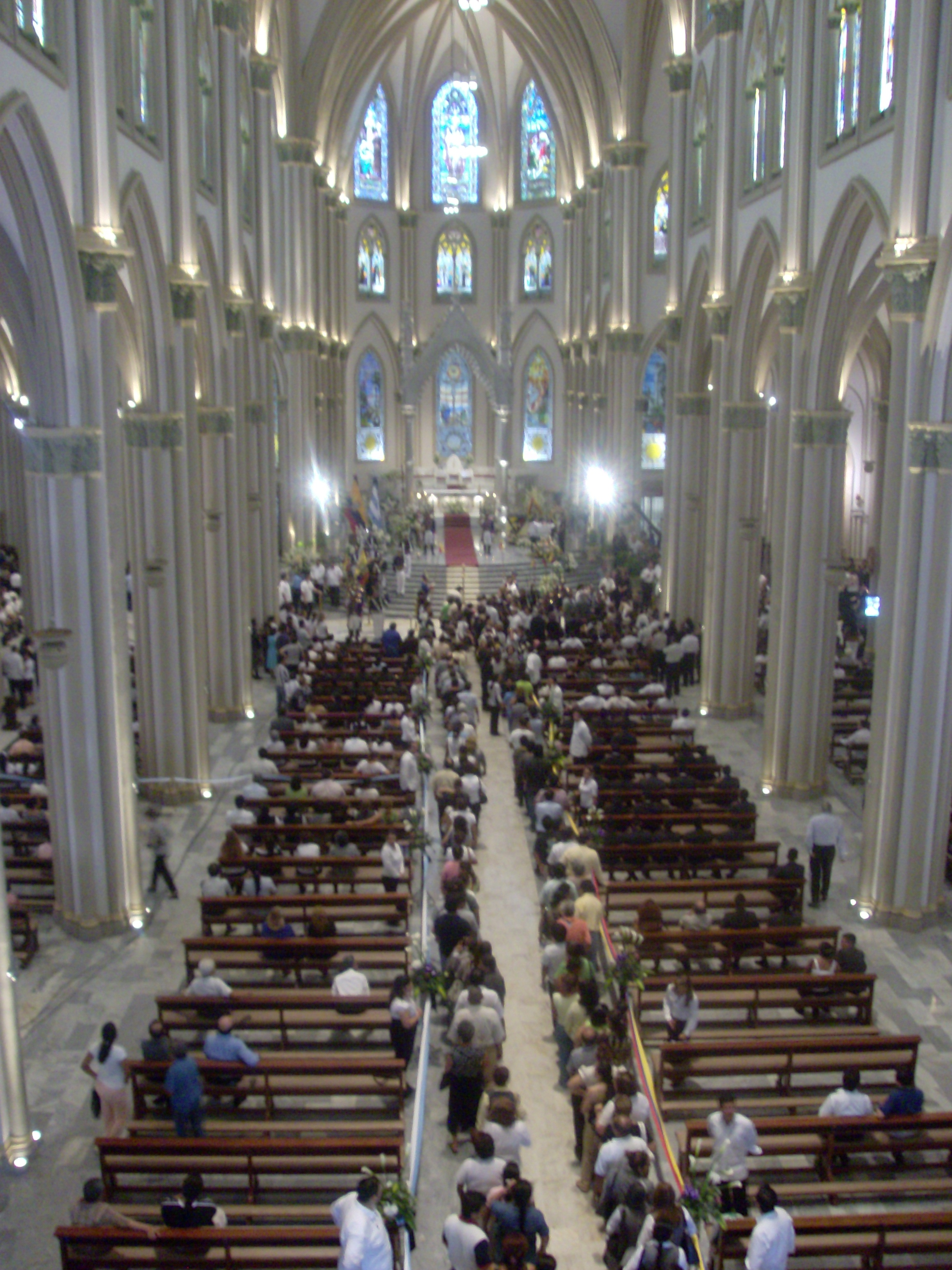
Interieur van de kathedraal van Guayaquil

De Katholieke Kerk in Ecuador is een onderdeel van de wereldwijde Katholieke Kerk, onder het geestelijk leiderschap van de paus en de curie in Rome.
In 2005 waren ongeveer 11.782.000 (92%) inwoners van Ecuador katholiek. Ecuador bestaat uit 4 kerkprovincies met 16 bisdommen die de Romeinse ritus volgen, waaronder 4 aartsbisdommen. Verder zijn er 8 apostolische vicariaten en een militair ordinariaat die direct onder de heilige stoel vallen. De bisschoppen zijn lid van de bisschoppenconferentie van Ecuador. President van de bisschoppenconferentie is Antonio Arregui Yarza, aartsbisschop van Guayaquil. Verder is men lid van de Bisschoppenconferentie van Latijns-Amerika.
Apostolisch nuntius voor Ecuador is sinds 22 juni 2017 aartsbisschop Andrés Carrascosa Coso.
Ecuador heeft eenmaal een bezoek gehad van een paus. Paus Johannes Paulus II bezocht het land in 1985.

## Bisdommen
| - Aartsbisdom - Bisdom |

- Cuenca
  - Azogues
  - Loja
  - Machala
- Guayaquil
  - Babahoyo
  - Daule
  - San Jacinto
  - Santa Elena
- Portoviejo
  - Santo Domingo / Santo Domingo en Ecuador
- Quito
  - Ambato
  - Guaranda
  - Ibarra
  - Latacunga
  - Riobamba
  - Tulcán
- Immediatum
  - Apostolisch vicariaat Aguarico
  - Apostolisch vicariaat Esmeraldas
  - Apostolisch vicariaat Galápagos
  - Apostolisch vicariaat Méndez
  - Apostolisch vicariaat Napo
  - Apostolisch vicariaat Puyo
  - Apostolisch vicariaat San Miguel de Sucumbíos
  - Apostolisch vicariaat Zamora / Zamora en Ecuador
  - Militair ordinariaat

## Nuntius
- Apostolisch delegaat
  - Aartsbisschop Serafino Vannutelli (18 juli 1869 - 10 september 1875, later kardinaal)
  - Aartsbisschop Mario Mocenni (14 augustus 1877 - 28 maart 1882, later kardinaal)
  - Aartsbisschop Beniamino Cavicchioni (21 maart 1884 - 4 juli 1885, later kardinaal)
  - Aartsbisschop Angelo Maria Dolci (7 december 1906 - september 1910, later kardinaal)
- Apostolisch nuntius
  - Aartsbisschop Efrem Forni (27 november 1937 - 9 november 1953, later kardinaal)
  - Aartsbisschop Opilio Rossi (21 november 1953 - 25 maart 1959, later kardinaal)
  - Aartsbisschop Alfredo Bruniera (25 april 1959 - 23 oktober 1965)
  - Aartsbisschop Giovanni Ferrofino (3 november 1965 - 29 september 1970)
  - Aartsbisschop Luigi Accogli (艾可儀; 29 september 1970 - 6 juli 1979)
  - Aartsbisschop Vincenzo Maria Farano (25 augustus 1979 - 14 augustus 1986)
  - Aartsbisschop Luigi Conti (17 januari 1987 - 12 april 1991)
  - Aartsbisschop Francesco Canalini (20 juli 1991 - 3 december 1998)
  - Aartsbisschop Alain Paul Charles Lebeaupin (7 december 1998 - 14 januari 2005)
  - Aartsbisschop Giacomo Guido Ottonello (26 februari 2005 - 1 april 2017)
  - Aartsbisschop Andrés Carrascosa Coso (sinds 22 juni 2017)

## Pauselijk bezoek
Ecuador heeft eenmaal een bezoek gehad van een paus. 
- 29 januari 1985 - 1 februari 1985: pastoraal bezoek van paus Johannes Paulus II aan Ecuador.

## Kardinalen
Tussen haakjes staat het jaar van benoeming tot kardinaal

### Huidige kardinalen van Ecuador
- geen

### Overleden kardinalen van Ecuador
- Raúl Eduardo Vela Chiriboga (2010)
- Antonio José González Zumárraga (2001)
- Bernardino Echeverría Ruiz (1994)
- Pablo Muñoz Vega (1969)
- Carlos María Javier de la Torre (1953)

### Andere kardinalen gerelateerd aan Ecuador
- Opilio Rossi (1976)
- Efrem Forni (1962)
- Angelo Maria Dolci (1933)
- Beniamino Cavicchioni (1903)
- Mario Mocenni (1893)
- Serafino Vannutelli (1887)